# Джонатан Лівінгстон, мартин
«Джонатан Лівінгстон, мартин» (англ. Jonathan Livingston Seagull) — повість-притча американського письменника Річарда Баха. Повість розповідає про молодого мартина, який навчився літати, та присвячена самовдосконаленню і самопожертвуванню. Повість була вперше опублікована 1970 року і швидко стала бестселлером не тільки в США, але й за їхніми межами. 1973 року повість було екранізовано.

## Сюжет
Мартина на ім'я Джонатан Лівінгстон з молодості бентежить безглуздість і вузькість існування мартинів, стурбованих лише щоденною боротьбою за прожиток. Охоплений пристрастю до вдосконалення, Джонатан цілком віддається вивченню польоту як мистецтва і способу буття, а не як способу переміщення в просторі для видобутку їжі. У певний момент він виявляється не в змозі миритися з правилами примітивного існування соціуму мартинів. Будучи вигнаний зі зграї, Джонатан веде ідилічне життя пустельника і нітрохи не страждає від самотності, цілком віддаючись вдосконаленню майстерності польоту.
Одного разу Джонатан зустрічає двох сяючих мартинів, які забирають його в «більш досконалу реальність» — не Небеса, у наступний, кращий світ, досяжний через власне самовдосконалення. Цей світ населений мартинами, що присвятили себе мистецтву польоту. Джонатан з подивом дізнається, що його завзятість і всепоглинаюча спрямованість у навчанні дозволили йому пройти шлях еволюційного розвитку, на який у звичайних мартинів йдуть тисячі, десятки тисяч життів.
У новому світі Джонатан знайомиться з Чіанг — мудрим мартином — старійшиною. Чіанг стає наставником Джонатана і вчить його переміщатися зі швидкістю думки в просторі та часі. За словами Чіанг, секрет успіху полягає в глибокому усвідомленні того, що справжнє «я» живе одночасно в будь-якій точці простору в будь-який момент часу і не є в'язнем тіла з обмеженим набором заздалегідь запрограмованих можливостей.
Чіанг йде у наступний, ще більш досконалий світ, а через деякий час Джонатан приймає рішення повернутися на Землю, щоб передати отримані знання таким же мартинам, яким він сам був колись, щоб поділитися пристрастю до польоту і прагненням до досконалості. Джонатан збирає невелику команду з мартинів, вигнаних зграєю, і починає навчати їх майстерності польоту. Домігшись вражаючих успіхів, вся команда під проводом Джонатана повертається в зграю. Всупереч старанням мартинів — старійшин вони знаходять все більше і більше прихильників. Незабаром Джонатан передає свою роль наставника одному зі своїх перших учнів, а сам залишає земний світ, продовжуючи шлях вдосконалення.

## Видання
В одному зі своїх інтерв'ю автор зізнався, що основою для написання повісті послужило враження від польоту Джона Лівінгстона, приголомшливого пілота початку ХХ століття. Після того, як книгу відмовилося публікувати декілька видавництв, 1969 року повість
врешті-решт впала в око літературному агенту Елеонорі Фріде, яка й переконала видавництво «Macmillan» купити права на книгу і Бах отримав $2,000 авансу. Зрештою, твір вийшов друком 1970 року, а вже наприкінці 1972 року було продано понад мільйон примірників книги. Видавництво «Рідерз дайджест» опублікувало скорочену версію книги, яка протягом 38 тижнів очолювала список бестселерів за версією газети «Нью-Йорк Таймз». У 1972—1973 роках книга займала першу сходинку у списку романів-бестселерів США за версією журналу «Паблішерс Віклі». 2014 року світ побачила доповнена версія повісті з новим четвертим розділом, який автор написав на основі власних близькосмертних вражень після авіакатастрофи (2012 року Бах розбився на своєму гідролітаку, зачепивши при посадці дроти високої напруги) .
Ірландський актор Річард Гарріс удостоївся премії «Греммі» 1973 року за запис аудіокниги «Джонатан Лівінгстон, мартин» на грамофонну платівку. Начитка Гарріса не перевидавалася в інших форматах, існують лише аудіоверсії, начитані самим автором на таких носіях як платівка, касети та CD.

## Екранізація
1973 року за мотивами повісті-притчі «Джонатан Лівінґстон, мартин» було знято однойменний фільм з саундтреками композитора Ніла Даймонда. Голл Бартлетт взявся за екранізацію твору задовго до того, як з'явилися комп'ютерні спецефекти. Зважаючи на те, що важко змусити мартинів діяти за командою та виконувати фігури вищого пілотажу, Марк Сміт сконструював радіокеровані планери, що на відстані декількож метрів виглядали на диво схожими на справжніх птахів.
Ще до виходу кінострічки на широкі екрани, Річард Бах через наявні розбіжності між книгою та фільмом подав на кінокомпанію «Paramount Pictures» до суду. Режисер Голл Бартлетт порушив умови контракту, згідно з яким будь-які зміни сюжету мають затверджуватися самим Бахом. Не сповістивши письменника, Бартлетт зняв декілька нових сцен, зокрема заключний епізод про те, як на Джонатана здійснює напад дикий яструб, якого озвучив сам Бартлетт. Зрештою, суд зобов'язав кінокомпанію не вказувати ім'я Баха у титрах, а також помістити примітку, що письменник не схвалює заключну сцену фільму. За словами Бахового адвоката: «Потрібна величезна відвага, аби заявити, щоб кінострічку прибрали зі всіх кінотеатрів, допоки її не змінять. Кінокомпанія „Paramount“ була приголомшена».
Музику до фільму «Джонатан Лівінґстон, мартин» було написано американським композитором та співаком Нілом Даймондом, який 1974 року отримав премію «Греммі» за однойменний музичний альбом (продюсер — Том Каталано). Альбом мав більший фінансовий успіх, аніж сама кінострічка. Загалом було продано 2 млн екземплярів платівки у США, 400 тис. у Франції, 250 тис. у Німеччині, 200 тис. у Канаді та 100 тис. у Великій Британії.

## Сприйняття
Декілька ранніх критиків розглядали перший розділ книги як частину американської культури самовдосконалення та позитивного мислення, які характерні релігійному руху «Нове мислення» та теоріям богослова Нормана Вінсента Піла. Кінокритик Роджер Еберт заявив, що книга «настільки банальна, що її слід розповсюджувати тільки серед дорослих; діти побачили б її наскрізь».
Письменник Том Батлер-Бовдон включив повість до списку 50 книг «нестаріючої духовної класики», зазначивши, що «пройшло 35 років і тепер легко переглянути оригінальність концепції. І хоча нині дехто вважає книгу просто наївною, вона фактично виражає вічні ідеї про людський потенціал».
За словами Михальчук Н.О:
|  | Філософська казка Р. Баха “Чайка на ім’я Джонатан Лівінгстон” є алегоричним оповіданням, у якому автор через реалістичне зображення землі, моря і неба, польотів чайок зумів надати історії про незвичайну чайку дивовижної достовірності. Складається враження, що якийсь внутрішній голос розповів її Ричарду Баху, а автор лише передав словами дивне багатоголосся вражень, на межі можливого та неможливого, яка ніби-то існує в “психології” птахів. Твір за своїм жанром є притчею, тобто короткою оповіддю, що містить інформацію морального чи релігійного змісту. Сюжет твору має євангельську структуру: вигнання, смерть і воскресіння, проповідь, чудеса та апостоли. Очевидною є також авторська свідома модифікація сюжету, що полягає у зображенні відсторонення шляхом перенесення в іншу, вже алегоричну дійсність.'' |

Павло Загребельний виступив із критикою повісті, згадавши про притчу «Джонатан Лівінгстон, мартин» у передмові до першого видання роману «Хрещений батько», де протиставив ці два американські бестселери:
|  | А після добродушно-кривавого «Хрещеного батька» на перше місце серед найпопулярніших книжок в Америці несподівано вийшла благенька казочка якогось Річарда Баха про... морських чайок, і вся Америка півтора року читає тридцять сторінок наївних сентенцій про користь самовдосконалення і про нібито природне прагнення живих істот (а отже, й людей) вирватися з-під влади всіх законів. Цілий народ не може мислити стандартно, так чи інакше, завжди матимемо відхилення від норми, іноді такі відхилення самі стають нормою, бо ж змінюються умови життя, відбувається переоцінка суспільних цінностей, настають зміни в економіці, політиці, в міжнародній обстановці, і тому не дивуймося, що цей стехнізований і змашинізований народ раптом зачитується казочкою про чайок. |

## У масовій культурі
- Гурт Мотор'ролла має дві однойменні пісні — «Джонатан Левінгстон» в альбомі «Забави патріотів» (1996)[22] та «Джонатан Лівінгстон № 2» в альбомі «Тиск» (1999)[23]
- Саме із спектаклю «Мартин на ім'я Джонатан» в далекому 1997 році почалася історія Київського Вільного театру.[24][25]

## Українські переклади твору
- Річард Бах. Чайка Джонатан Лівінгстон: Повість / Пер. з англ. Д. О. Радієнко; Худож — оформлювач Л. Д. Киркач — Осипова. Харків: Фоліо, 2007. — 127 с. — (Література).ISBN 978-966-03-3762-6
- Ричард Бах «Чайка на ім'я Джонатан Лівінгстон». Переклад Андрія Євса. Журнал «Всесвіт», 2015, № 07-08, ст.27-44 [Архівовано 12 червня 2018 у Wayback Machine.]
- Ричард Бах. Джонатан Лівінгстон, мартин; пер. з англ. Дмитра Шостака. — К.: КМ-Букс, 2016. — 128 с.ISBN 978-617-538-428-2 (містить четвертий розділ)

Англійське слово Seagull перекладається на українську як мартин. Незважаючи на те, що побутує думка, наче чайка — російська назва цього птаха, використання слова «чайка» у перекладі цілком виправдане, оскільки воно часто вживається в українській літературі (зокрема, переважає в українських перекладах твору), а також через те, що в українській мові існує ім'я Мартин, що спричиняє певну плутанину. 2016 року у видавництві «КМ-Букс» цей твір вийшов під назвою «Джонатан Лівінгстон, мартин», перекладач Дмитро Шостак.

## Цікаві факти
- Один із російськомовних перекладів твору від видавництва «Софія» було проілюстровано відомим українським художником-ілюстратором Владиславом Єрком.[27][28]